# Ryan Cook
Pour les articles homonymes, voir Cook.
Ryan William Cook (né le 30 juin 1987 à Clovis, Californie, États-Unis) est un lanceur de relève droitier de la Ligue majeure de baseball.

## Carrière

### Diamondbacks de l'Arizona
Ryan Cook, joueur à l'Université de Californie du Sud, est drafté au 27e tour par les Diamondbacks de l'Arizona en 2008.
Il fait ses débuts dans le baseball majeur comme lanceur de relève le 20 juillet 2011. Appelé à lancer en 10e manche d'un match contre les Brewers de Milwaukee, il est le lanceur perdant dans la défaite de 5-2 des Diamondbacks. Il effectue 12 sorties en relève pour Arizona en 2011 sans grand succès (moyenne de points mérités de 7,04 en sept manches et deux tiers).
Le 9 décembre 2011, les Diamondbacks décident de sacrifier trois jeunes espoirs : ils échangent les lanceurs droitiers Cook et Jarrod Parker ainsi que le voltigeur Collin Cowgill aux Athletics d'Oakland en retour du lanceur droitier Trevor Cahill et du lanceur gaucher Craig Breslow.

### Athletics d'Oakland
Cook enchaîne deux très bonnes saisons dans l'enclos de relève des Athletics. En 71 sorties au monticule en 2012, sa moyenne de points mérités n'est que de 2,09 avec 80 retraits sur des prises en 73 manches et un tiers lancées. Il remporte de plus 6 victoires contre deux défaites et, utilisé un temps comme stoppeur, il réalise 14 sauvetage. Le 27 avril 2012 contre les Orioles de Baltimore, Ryan Cook réussit 4 retraits sur des prises en une seule manche : après avoir éliminé J. J. Hardy, Nick Markakis et Adam Jones, son dernier lancer est une troisième prise non attrapée par son receveur Kurt Suzuki. Cook enregistre son 4e retrait au bâton de la manche aux dépens de Matt Wieters. Invité au match des étoiles 2012, Cook lance une 7e manche parfaite contre les étoiles de la Ligue nationale.
En 2013, il joue également 71 matchs et maintient sa moyenne à 2,57 en 67 manches et un tiers lancées, avec 6 victoires, 4 revers et 67 retraits au bâton. Ces deux années-là, ses quelques sorties dans les éliminatoires sont cependant plus ardues, alors qu'il accorde  5 points mérités en seulement 4 manches lancées face aux Tigers de Détroit en octobre 2012 et 2013.
En 2014, Cook lance 50 manches en 54 matchs pour Oakland. Sa moyenne de points mérités se chiffre à 3,42 avec 50 retraits sur des prises.

### Red Sox de Boston
Les Athletics transfèrent Cook aux Red Sox de Boston le 31 juillet 2015. Il accorde 14 points, dont 13 mérités en seulement 4 manches et un tiers lancées pour Boston. Au total, pour les Athletics et les Red Sox, Cook alloue 18 points mérités en 8 manches et deux tiers lancées en 2015.

### Mariners de Seattle
Cook signe un contrat d'un an avec les Mariners de Seattle le 7 janvier 2016.